# Oskava (rivière)
L'Oskava est une rivière tchèque d'une longueur de 50 km, affluent de la Morava dans la région d'Olomouc.
Elle prend sa source dans le massif de Hrubý Jeseník et se jette dans la Morava près d'Olomouc.